# Kluster 5
Kluster 5, också benämnd som ΔFVI-spike av danska Statens Serum Institut (SSI), är en variant av sars-cov-2. Den upptäcktes i Nørrejylland i Danmark ,och tros ha spridits från minkar till människor genom minkfarmar. Den 4 november 2020 meddelade den danska staten att alla minkar i landet skulle avlivas för att förhindra spridandet av denna mutation och minska riskerna för en ny mutation att uppstå. En nedstängning och reserestriktioner infördes i sju kommuner i Nørrejylland för att förhindra spridandet av virusmutationen, eftersom man befarade nationell eller internationell kris i arbetet mot covid-19-pandemin.
Världshälsoorganisationen (WHO) har uppgett att denna variant av viruset har en "måttligt minskad känslighet för neutraliserande antikroppar", och SSI varnade att spridning av varianten skulle kunna minska effekten av de covid-19-vaccin som tagits fram. Efter nedstängningen och masstester meddelade SSI den 19 november 2020 att kluster 5 med all sannolikhet blivit utrotad.

## Namn och mutationer
I Danmark har det funnits fem kluster av mutationer i sars-cov-2 hos minkar. Danska Statens Serum Institut (SSI) kallar dessa för kluster 1–5 (danska: cluster 1-5). I kluster 5, också benämnd som ΔFVI-spike av SSI, finns det flera olika mutationer i virusets ytproteiner. 

## Bakgrund
Den 4 november 2020 meddelade den danska statsministern Mette Frederiksen att en mutation av covid-19 upptäckts hos minkar, och att denna även överförts från mink till människa. Varianten upptäcktes på en minkfarm i Nørrejylland. Enligt en rapport från SSI smittades totalt 12 människor av varianten. Av dem hade åtta kopplingar till en minkfarm, och fyra bodde i närheten.

### Nedstängning och avlivning
Som förebyggande åtgärd meddelade Frederiksen att landet skulle att avliva alla minkar i landet, totalt omkring 14 miljoner djur. För att förhindra spridandet av mutationer, infördes även en nedstängning och in- samt utreseförbud i sju kommuner i Nørrejylland med start den 6 november. Masstestning påbörjades och smittspårning påbörjades. Restriktionerna var tänkta att gälla fram till den 3 december, men avslutades tidigare eftersom man inte hittade fler smittfall med den nya varianten.

### Senare utveckling
SSI meddelade den 19 november 2020 att man inte hittat några nya fall av kluster 5, och att varianten med största sannolikhet var utrotad. De speciella restriktionerna upphörde den 19–20 november.

#### Politiska konsekvenser
I slutet av november 2020 avslöjades att ministern Mogens Jensen och fem andra ministrar blivit informerade redan i september att det skulle vara olagligt att kräva att alla minkar i hela landet avlivades, istället för att enbart minkar i det drabbade området. Beslutet har lett till att oppositionen ville se att de danska ministrarna avsäger sina uppdrag efter stark kritik från landets medborgare. Frederiksen uppmärksammade att beslutet om att avliva alla minkar var olagligt och Jensen avsade sin uppdrag den 18 november 2020. Senare upprättades en uppgörelse som retroaktivt bestämde att beslutet var lagligt.